# Royal Hamilius

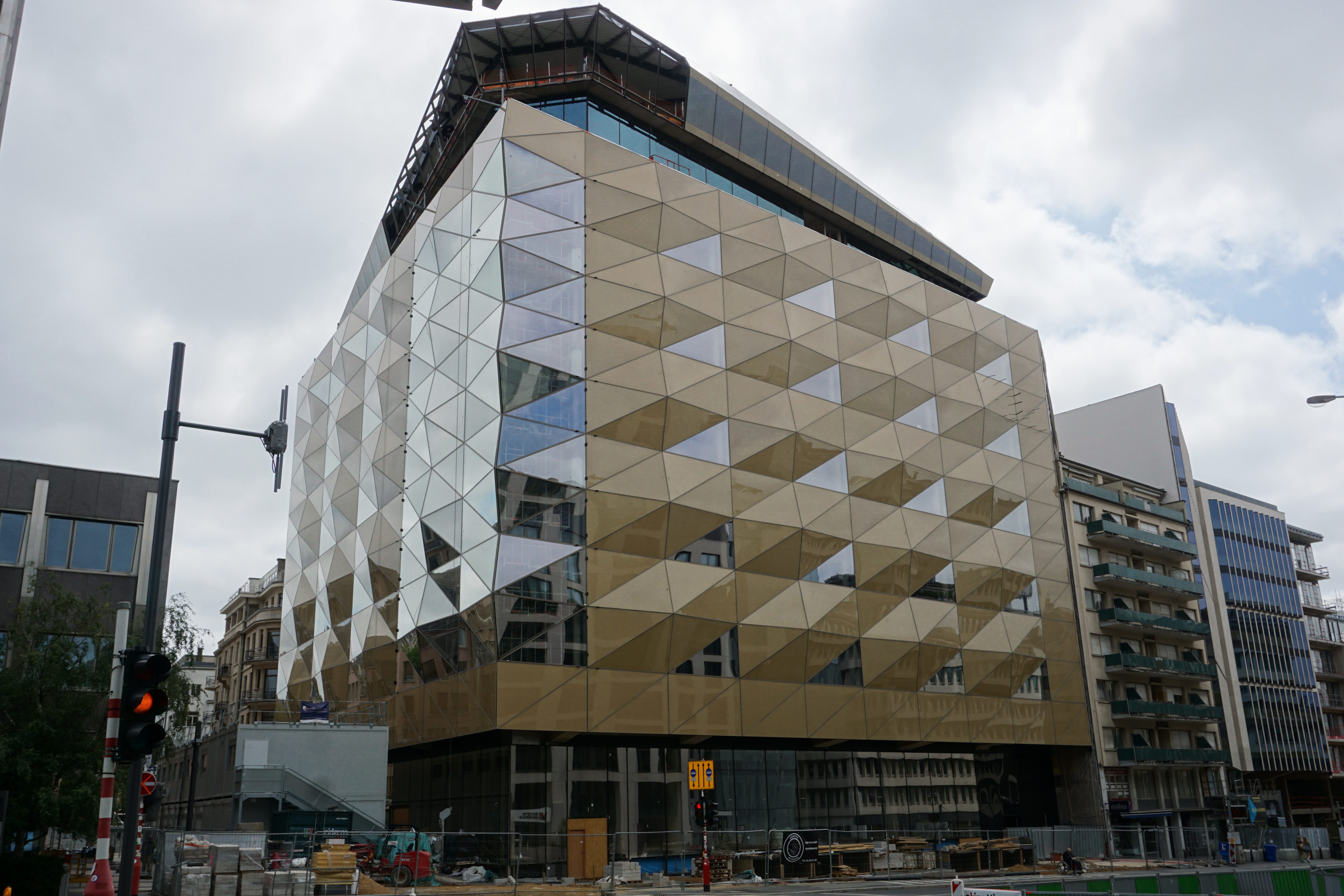
Het Royal Hamilius-complex in Luxemburg-stad

Royal Hamilius is een winkelcentrum in het centrum van Luxemburg-Stad. Het complex dat werd opgeleverd in 2019 bestaat uit 16.000 m² winkel- en horecaruimte, 10.000 m² kantoorruimte en 7.500 m² appartementen. Daarnaast zijn er 628 parkeerplaatsen in de parkeergarage. Het complex is een ontwerp van architectenbureau Foster + Partners en de Luxemburgse architectenbureau Tetra Kayser. De bouwkosten van het project waren begroot op circa 300 miljoen euro.
Het winkelcentrum herbergt onder andere een filiaal van warenhuisketen Galeries Lafayette op een oppervlakte van 6.500 m², supermarkt Delhaize en filialen van Fnac en Decathlon.